# Giro de Itália Feminino de 2020
A 31.ª edição do Giro de Itália Feminino (oficialmente: Giro d'Italia Internazionale Femminile ou também conhecido como Giro Rosa) foi uma corrida de ciclismo de estrada por etapas que se celebrou entre a 11 e a 19 de setembro de 2020 com início na cidade de Grosseto e final na cidade de Motta Montecorvino em Itália. O percurso constou de um total de 9 etapas sobre uma distância total de 971,8 km.
A carreira fez parte do UCI WorldTour Feminino de 2020 como concorrência de categoria 2.wwT do calendário ciclístico de máximo nível mundial, sendo a quinta carreira de dito circuito. Como sucedesse em 2015 e 2017, a vencedora foi a neerlandesa Anna van der Breggen do Boels-Dolmans. Acompanharam-na no pódio, como segunda e terça classificada respectivamente, a polaca Katarzyna Niewiadoma do Canyon SRAM Racing e a italiana Elisa Longo Borghini do Trek-Segafredo.
A neerlandesa Annemiek van Vleuten, líder e dominadora da concorrência desde a segunda etapa teve que retirar da carreira ao finalizar a sétima etapa devido a uma queda sofrida no último quilómetro em onde se fracturou a boneca.

## Equipas
Tomaram a saída um total de 24 equipas, dos quais participarão os 8 equipas de categoria UCI WorldTeam Feminino habilitados e 16 equipas de categoria UCI Continental Team Feminino convidados pela organização da carreira, quem conformaram um pelotão de 137 ciclistas das quais terminaram 85. As equipas participantes foram:
| translation for headoftableIII_translate index 58 not found (8)- Alé BTC Ljubljana - Canyon-SRAM Racing - CCC-Liv - FDJ-Nouvelle Aquitaine-Futuroscope - Mitchelton-Scott - Movistar Team - Sunweb Women - Trek-Segafredo UCI Women's continental teams (16)- Aromitalia Vaiano - Astana Women's - BePink - Bizkaia-Durango - Boels Dolmans - Ceratizit-WNT Pro Cycling - Cogeas Mettler Look - Casa Dorada - Paule Ka - Eurotarget-Bianchi-Vittoria - Lotto Soudal Ladies - Lviv Cycling Team - Minsk Cycling Club - Servetto-Piumate-Beltrami TSA - Top Girls Fassa Bortolo - Valcar-Travel & Service |
| |

## Percorrido
| Etapa | Data    | Percurso                                       | type                       | Distância (km) | Vencedor             | Líder geral          |
| ----- | ------- | ---------------------------------------------- | -------------------------- | -------------- | -------------------- | -------------------- |
| 1     | 11 set. | Grosseto – Grosseto                            | contrarrelógio por equipes | 16,8           | Trek-Segafredo       | Elisa Longo Borghini |
| 2     | 12 set. | Paganico – Arcidosso                           | etapa escarpada            | 124            | Annemiek van Vleuten | Annemiek van Vleuten |
| 3     | 13 set. | Santa Fiora – Assis                            | etapa escarpada            | 142            | Marianne Vos         | Annemiek van Vleuten |
| 4     | 14 set. | Assis – Tivoli                                 | etapa escarpada            | 170            | Elizabeth Banks      | Annemiek van Vleuten |
| 5     | 15 set. | Terracina – Terracina                          | média montanha             | 110            | Marianne Vos         | Annemiek van Vleuten |
| 6     | 16 set. | Torre del Greco – Nola                         | etapa escarpada            | 97             | Marianne Vos         | Annemiek van Vleuten |
| 7     | 17 set. | Nola – Maddaloni                               | etapa escarpada            | 112            | Lotte Kopecky        | Annemiek van Vleuten |
| 8     | 18 set. | Castelnuovo della Daunia – San Marco la Catola | média montanha             | 91             | Elisa Longo Borghini | Anna van der Breggen |
| 9     | 19 set. | Motta Montecorvino – Motta Montecorvino        | média montanha             | 109            | Évita Muzic          | Anna van der Breggen |

## Desenvolvimento da carreira

### 1.ª etapa
| Grosseto - Grosseto | contrarrelógio por equipes | (16,8 km) |

| \| Classificação por etapas \| Classificação por etapas \| Classificação por etapas \| Classificação por etapas \| Classificação por etapas \| Classificação por etapas \| \| Equipe \| Equipe \| Tempo \| Intervalo de tempo \| Rapidez \| \| \| ------------------------ \| ------------------------- \| ------------------------ \| ------------------------ \| ------------------------ \| ------------------------ \| \| 1. \| Trek-Segafredo \| 20m05s \| 0s \| 50.191 km/h \| \| \| 2. \| Boels Dolmans \| 20m08s \| + 3s \| 50.066 km/h \| \| \| 3. \| Mitchelton-Scott \| 20m10s \| + 5s \| 49.983 km/h \| \| \| 4. \| Paule Ka \| 20m15s \| + 10s \| 49.778 km/h \| \| \| 5. \| Sunweb Women \| 20m19s \| + 14s \| 49.614 km/h \| \| \| 6. \| Canyon-SRAM Racing \| 20m21s \| + 16s \| 49.533 km/h \| \| \| 7. \| CCC-Liv \| 20m47s \| + 42s \| 48.500 km/h \| \| \| 8. \| Ceratizit-WNT Pro Cycling \| 20m48s \| + 43s \| 48.462 km/h \| \| \| 9. \| Alé BTC Ljubljana \| 20m54s \| + 49s \| 48.230 km/h \| \| \| 10. \| Valcar-Travel & Service \| 20m56s \| + 51s \| 48.153 km/h \| \| |                           |        |                    |             |
| |                           |        |                    |             |
| Fonte: ProCyclingStats |                           |        |                    |             |
| Classificação por etapas |                           |        |                    |             |
| Equipe | Equipe                    | Tempo  | Intervalo de tempo | Rapidez     |
| 1. | Trek-Segafredo            | 20m05s | 0s                 | 50.191 km/h |
| 2. | Boels Dolmans             | 20m08s | + 3s               | 50.066 km/h |
| 3. | Mitchelton-Scott          | 20m10s | + 5s               | 49.983 km/h |
| 4. | Paule Ka                  | 20m15s | + 10s              | 49.778 km/h |
| 5. | Sunweb Women              | 20m19s | + 14s              | 49.614 km/h |
| 6. | Canyon-SRAM Racing        | 20m21s | + 16s              | 49.533 km/h |
| 7. | CCC-Liv                   | 20m47s | + 42s              | 48.500 km/h |
| 8. | Ceratizit-WNT Pro Cycling | 20m48s | + 43s              | 48.462 km/h |
| 9. | Alé BTC Ljubljana         | 20m54s | + 49s              | 48.230 km/h |
| 10. | Valcar-Travel & Service   | 20m56s | + 51s              | 48.153 km/h |

| \| Classificação geral \| Classificação geral \| Classificação geral \| Classificação geral \| Classificação geral \| \| Ciclista \| Ciclista \| Equipe \| Tempo \| \| \| ------------------- \| --------------------------- \| ------------------- \| ------------------- \| ------------------- \| \| 1. \| Elisa Longo Borghini \| Trek-Segafredo \| 20m05s \| \| \| 2. \| Ruth Winder \| Trek-Segafredo \| + 0s \| \| \| 3. \| Ellen van Dijk \| Trek-Segafredo \| + 0s \| \| \| 4. \| Lizzie Deignan \| Trek-Segafredo \| + 0s \| \| \| 5. \| Chantal van den Broek-Blaak \| Boels Dolmans \| + 3s \| \| \| 6. \| Amy Pieters \| Boels Dolmans \| + 3s \| \| \| 7. \| Jolien D'Hoore \| Boels Dolmans \| + 3s \| \| \| 8. \| Anna van der Breggen \| Boels Dolmans \| + 3s \| \| \| 9. \| Karol-Ann Canuel \| Boels Dolmans \| + 3s \| \| \| 10. \| Eva Buurman \| Boels Dolmans \| + 3s \| \| |                             |                |        |
| |                             |                |        |
| Fonte: ProCyclingStats |                             |                |        |
| Classificação geral |                             |                |        |
| Ciclista | Ciclista                    | Equipe         | Tempo  |
| 1. | Elisa Longo Borghini        | Trek-Segafredo | 20m05s |
| 2. | Ruth Winder                 | Trek-Segafredo | + 0s   |
| 3. | Ellen van Dijk              | Trek-Segafredo | + 0s   |
| 4. | Lizzie Deignan              | Trek-Segafredo | + 0s   |
| 5. | Chantal van den Broek-Blaak | Boels Dolmans  | + 3s   |
| 6. | Amy Pieters                 | Boels Dolmans  | + 3s   |
| 7. | Jolien D'Hoore              | Boels Dolmans  | + 3s   |
| 8. | Anna van der Breggen        | Boels Dolmans  | + 3s   |
| 9. | Karol-Ann Canuel            | Boels Dolmans  | + 3s   |
| 10. | Eva Buurman                 | Boels Dolmans  | + 3s   |

### 2.ª etapa
| Paganico - Arcidosso | etapa escarpada | (124 km) |

| \| Classificação por etapas \| Classificação por etapas \| Classificação por etapas \| Classificação por etapas \| Classificação por etapas \| \| Ciclista \| Ciclista \| Equipe \| Tempo \| \| \| ------------------------ \| ------------------------ \| ---------------------------------- \| ------------------------ \| ------------------------ \| \| 1. \| Annemiek van Vleuten \| Mitchelton-Scott \| 3h53m20s \| \| \| 2. \| Anna van der Breggen \| Boels Dolmans \| + 1m16s \| \| \| 3. \| Katarzyna Niewiadoma \| Canyon-SRAM Racing \| + 1m16s \| \| \| 4. \| Cecilie Uttrup Ludwig \| FDJ-Nouvelle Aquitaine-Futuroscope \| + 1m29s \| \| \| 5. \| Ashleigh Moolman Pasio \| CCC-Liv \| + 3m07s \| \| \| 6. \| Mavi García \| Alé BTC Ljubljana \| + 3m07s \| \| \| 7. \| Mikayla Harvey \| Paule Ka \| + 3m11s \| \| \| 8. \| Soraya Paladin \| CCC-Liv \| + 3m52s \| \| \| 9. \| Erica Magnaldi \| Ceratizit-WNT Pro Cycling \| + 3m55s \| \| \| 10. \| Amanda Spratt \| Mitchelton-Scott \| + 3m57s \| \| |                        |                                    |          |
| |                        |                                    |          |
| Fonte: ProCyclingStats |                        |                                    |          |
| Classificação por etapas |                        |                                    |          |
| Ciclista | Ciclista               | Equipe                             | Tempo    |
| 1. | Annemiek van Vleuten   | Mitchelton-Scott                   | 3h53m20s |
| 2. | Anna van der Breggen   | Boels Dolmans                      | + 1m16s  |
| 3. | Katarzyna Niewiadoma   | Canyon-SRAM Racing                 | + 1m16s  |
| 4. | Cecilie Uttrup Ludwig  | FDJ-Nouvelle Aquitaine-Futuroscope | + 1m29s  |
| 5. | Ashleigh Moolman Pasio | CCC-Liv                            | + 3m07s  |
| 6. | Mavi García            | Alé BTC Ljubljana                  | + 3m07s  |
| 7. | Mikayla Harvey         | Paule Ka                           | + 3m11s  |
| 8. | Soraya Paladin         | CCC-Liv                            | + 3m52s  |
| 9. | Erica Magnaldi         | Ceratizit-WNT Pro Cycling          | + 3m55s  |
| 10. | Amanda Spratt          | Mitchelton-Scott                   | + 3m57s  |

| \| Classificação geral \| Classificação geral \| Classificação geral \| Classificação geral \| Classificação geral \| \| Ciclista \| Ciclista \| Equipe \| Tempo \| \| \| ------------------- \| ---------------------- \| ---------------------------------- \| ------------------- \| ------------------- \| \| 1. \| Annemiek van Vleuten \| Mitchelton-Scott \| 4h13m20s \| \| \| 2. \| Anna van der Breggen \| Boels Dolmans \| + 1m18s \| \| \| 3. \| Katarzyna Niewiadoma \| Canyon-SRAM Racing \| + 1m33s \| \| \| 4. \| Cecilie Uttrup Ludwig \| FDJ-Nouvelle Aquitaine-Futuroscope \| + 2m54s \| \| \| 5. \| Mikayla Harvey \| Paule Ka \| + 3m26s \| \| \| 6. \| Ashleigh Moolman Pasio \| CCC-Liv \| + 3m54s \| \| \| 7. \| Mavi García \| Alé BTC Ljubljana \| + 4m01s \| \| \| 8. \| Amanda Spratt \| Mitchelton-Scott \| + 4m07s \| \| \| 9. \| Elise Chabbey \| Paule Ka \| + 4m15s \| \| \| 10. \| Elisa Longo Borghini \| Trek-Segafredo \| + 4m27s \| \| |                        |                                    |          |
| |                        |                                    |          |
| Fonte: ProCyclingStats |                        |                                    |          |
| Classificação geral |                        |                                    |          |
| Ciclista | Ciclista               | Equipe                             | Tempo    |
| 1. | Annemiek van Vleuten   | Mitchelton-Scott                   | 4h13m20s |
| 2. | Anna van der Breggen   | Boels Dolmans                      | + 1m18s  |
| 3. | Katarzyna Niewiadoma   | Canyon-SRAM Racing                 | + 1m33s  |
| 4. | Cecilie Uttrup Ludwig  | FDJ-Nouvelle Aquitaine-Futuroscope | + 2m54s  |
| 5. | Mikayla Harvey         | Paule Ka                           | + 3m26s  |
| 6. | Ashleigh Moolman Pasio | CCC-Liv                            | + 3m54s  |
| 7. | Mavi García            | Alé BTC Ljubljana                  | + 4m01s  |
| 8. | Amanda Spratt          | Mitchelton-Scott                   | + 4m07s  |
| 9. | Elise Chabbey          | Paule Ka                           | + 4m15s  |
| 10. | Elisa Longo Borghini   | Trek-Segafredo                     | + 4m27s  |

### 3.ª etapa
| Santa Fiora - Assis | etapa escarpada | (142 km) |

| \| Classificação por etapas \| Classificação por etapas \| Classificação por etapas \| Classificação por etapas \| Classificação por etapas \| \| Ciclista \| Ciclista \| Equipe \| Tempo \| \| \| ------------------------ \| ------------------------ \| ---------------------------------- \| ------------------------ \| ------------------------ \| \| 1. \| Marianne Vos \| CCC-Liv \| 3h53m34s \| \| \| 2. \| Cecilie Uttrup Ludwig \| FDJ-Nouvelle Aquitaine-Futuroscope \| + 2s \| \| \| 3. \| Elisa Longo Borghini \| Trek-Segafredo \| + 5s \| \| \| 4. \| Liane Lippert \| Sunweb \| + 8s \| \| \| 5. \| Annemiek van Vleuten \| Mitchelton-Scott \| + 12s \| \| \| 6. \| Lotte Kopecky \| Lotto Soudal Ladies \| + 13s \| \| \| 7. \| Anna van der Breggen \| Boels Dolmans \| + 16s \| \| \| 8. \| Ashleigh Moolman Pasio \| CCC-Liv \| + 16s \| \| \| 9. \| Katarzyna Niewiadoma \| Canyon-SRAM Racing \| + 16s \| \| \| 10. \| Mavi García \| Alé BTC Ljubljana \| + 19s \| \| |                        |                                    |          |
| |                        |                                    |          |
| Fonte: ProCyclingStats |                        |                                    |          |
| Classificação por etapas |                        |                                    |          |
| Ciclista | Ciclista               | Equipe                             | Tempo    |
| 1. | Marianne Vos           | CCC-Liv                            | 3h53m34s |
| 2. | Cecilie Uttrup Ludwig  | FDJ-Nouvelle Aquitaine-Futuroscope | + 2s     |
| 3. | Elisa Longo Borghini   | Trek-Segafredo                     | + 5s     |
| 4. | Liane Lippert          | Sunweb                             | + 8s     |
| 5. | Annemiek van Vleuten   | Mitchelton-Scott                   | + 12s    |
| 6. | Lotte Kopecky          | Lotto Soudal Ladies                | + 13s    |
| 7. | Anna van der Breggen   | Boels Dolmans                      | + 16s    |
| 8. | Ashleigh Moolman Pasio | CCC-Liv                            | + 16s    |
| 9. | Katarzyna Niewiadoma   | Canyon-SRAM Racing                 | + 16s    |
| 10. | Mavi García            | Alé BTC Ljubljana                  | + 19s    |

| \| Classificação geral \| Classificação geral \| Classificação geral \| Classificação geral \| Classificação geral \| \| Ciclista \| Ciclista \| Equipe \| Tempo \| \| \| ------------------- \| ---------------------- \| ---------------------------------- \| ------------------- \| ------------------- \| \| 1. \| Annemiek van Vleuten \| Mitchelton-Scott \| 8h07m06s \| \| \| 2. \| Anna van der Breggen \| Boels Dolmans \| + 1m22s \| \| \| 3. \| Katarzyna Niewiadoma \| Canyon-SRAM Racing \| + 1m37s \| \| \| 4. \| Cecilie Uttrup Ludwig \| FDJ-Nouvelle Aquitaine-Futuroscope \| + 2m38s \| \| \| 5. \| Mikayla Harvey \| Paule Ka \| + 3m40s \| \| \| 6. \| Ashleigh Moolman Pasio \| CCC-Liv \| + 3m58s \| \| \| 7. \| Mavi García \| Alé BTC Ljubljana \| + 4m08s \| \| \| 8. \| Elisa Longo Borghini \| Trek-Segafredo \| + 4m16s \| \| \| 9. \| Elise Chabbey \| Paule Ka \| + 4m40s \| \| \| 10. \| Marianne Vos \| CCC-Liv \| + 4m53s \| \| |                        |                                    |          |
| |                        |                                    |          |
| Fonte: ProCyclingStats |                        |                                    |          |
| Classificação geral |                        |                                    |          |
| Ciclista | Ciclista               | Equipe                             | Tempo    |
| 1. | Annemiek van Vleuten   | Mitchelton-Scott                   | 8h07m06s |
| 2. | Anna van der Breggen   | Boels Dolmans                      | + 1m22s  |
| 3. | Katarzyna Niewiadoma   | Canyon-SRAM Racing                 | + 1m37s  |
| 4. | Cecilie Uttrup Ludwig  | FDJ-Nouvelle Aquitaine-Futuroscope | + 2m38s  |
| 5. | Mikayla Harvey         | Paule Ka                           | + 3m40s  |
| 6. | Ashleigh Moolman Pasio | CCC-Liv                            | + 3m58s  |
| 7. | Mavi García            | Alé BTC Ljubljana                  | + 4m08s  |
| 8. | Elisa Longo Borghini   | Trek-Segafredo                     | + 4m16s  |
| 9. | Elise Chabbey          | Paule Ka                           | + 4m40s  |
| 10. | Marianne Vos           | CCC-Liv                            | + 4m53s  |

### 4.ª etapa
| Assis - Tivoli | etapa escarpada | (170 km) |

| \| Classificação por etapas \| Classificação por etapas \| Classificação por etapas \| Classificação por etapas \| Classificação por etapas \| \| Ciclista \| Ciclista \| Equipe \| Tempo \| \| \| ------------------------ \| ------------------------ \| ---------------------------------- \| ------------------------ \| ------------------------ \| \| 1. \| Elizabeth Banks \| Paule Ka \| 4h27m21s \| \| \| 2. \| Eugenia Bujak \| Alé BTC Ljubljana \| + 7s \| \| \| 3. \| Annemiek van Vleuten \| Mitchelton-Scott \| + 1m10s \| \| \| 4. \| Elisa Longo Borghini \| Trek-Segafredo \| + 1m22s \| \| \| 5. \| Katarzyna Niewiadoma \| Canyon-SRAM Racing \| + 1m25s \| \| \| 6. \| Liane Lippert \| Sunweb \| + 1m27s \| \| \| 7. \| Cecilie Uttrup Ludwig \| FDJ-Nouvelle Aquitaine-Futuroscope \| + 1m31s \| \| \| 8. \| Mavi García \| Alé BTC Ljubljana \| + 1m36s \| \| \| 9. \| Ashleigh Moolman Pasio \| CCC-Liv \| + 1m42s \| \| \| 10. \| Marianne Vos \| CCC-Liv \| + 1m42s \| \| |                        |                                    |          |
| |                        |                                    |          |
| Fonte: ProCyclingStats |                        |                                    |          |
| Classificação por etapas |                        |                                    |          |
| Ciclista | Ciclista               | Equipe                             | Tempo    |
| 1. | Elizabeth Banks        | Paule Ka                           | 4h27m21s |
| 2. | Eugenia Bujak          | Alé BTC Ljubljana                  | + 7s     |
| 3. | Annemiek van Vleuten   | Mitchelton-Scott                   | + 1m10s  |
| 4. | Elisa Longo Borghini   | Trek-Segafredo                     | + 1m22s  |
| 5. | Katarzyna Niewiadoma   | Canyon-SRAM Racing                 | + 1m25s  |
| 6. | Liane Lippert          | Sunweb                             | + 1m27s  |
| 7. | Cecilie Uttrup Ludwig  | FDJ-Nouvelle Aquitaine-Futuroscope | + 1m31s  |
| 8. | Mavi García            | Alé BTC Ljubljana                  | + 1m36s  |
| 9. | Ashleigh Moolman Pasio | CCC-Liv                            | + 1m42s  |
| 10. | Marianne Vos           | CCC-Liv                            | + 1m42s  |

| \| Classificação geral \| Classificação geral \| Classificação geral \| Classificação geral \| Classificação geral \| \| Ciclista \| Ciclista \| Equipe \| Tempo \| \| \| ------------------- \| ---------------------- \| ---------------------------------- \| ------------------- \| ------------------- \| \| 1. \| Annemiek van Vleuten \| Mitchelton-Scott \| 12h35m33s \| \| \| 2. \| Katarzyna Niewiadoma \| Canyon-SRAM Racing \| + 1m56s \| \| \| 3. \| Anna van der Breggen \| Boels Dolmans \| + 2m03s \| \| \| 4. \| Cecilie Uttrup Ludwig \| FDJ-Nouvelle Aquitaine-Futuroscope \| + 3m03s \| \| \| 5. \| Mikayla Harvey \| Paule Ka \| + 4m21s \| \| \| 6. \| Elisa Longo Borghini \| Trek-Segafredo \| + 4m32s \| \| \| 7. \| Ashleigh Moolman Pasio \| CCC-Liv \| + 4m34s \| \| \| 8. \| Mavi García \| Alé BTC Ljubljana \| + 4m38s \| \| \| 9. \| Marianne Vos \| CCC-Liv \| + 5m29s \| \| \| 10. \| Elise Chabbey \| Paule Ka \| + 5m36s \| \| |                        |                                    |           |
| |                        |                                    |           |
| Fonte: ProCyclingStats |                        |                                    |           |
| Classificação geral |                        |                                    |           |
| Ciclista | Ciclista               | Equipe                             | Tempo     |
| 1. | Annemiek van Vleuten   | Mitchelton-Scott                   | 12h35m33s |
| 2. | Katarzyna Niewiadoma   | Canyon-SRAM Racing                 | + 1m56s   |
| 3. | Anna van der Breggen   | Boels Dolmans                      | + 2m03s   |
| 4. | Cecilie Uttrup Ludwig  | FDJ-Nouvelle Aquitaine-Futuroscope | + 3m03s   |
| 5. | Mikayla Harvey         | Paule Ka                           | + 4m21s   |
| 6. | Elisa Longo Borghini   | Trek-Segafredo                     | + 4m32s   |
| 7. | Ashleigh Moolman Pasio | CCC-Liv                            | + 4m34s   |
| 8. | Mavi García            | Alé BTC Ljubljana                  | + 4m38s   |
| 9. | Marianne Vos           | CCC-Liv                            | + 5m29s   |
| 10. | Elise Chabbey          | Paule Ka                           | + 5m36s   |

### 5.ª etapa
| Terracina - Terracina | média montanha | (110 km) |

| \| Classificação por etapas \| Classificação por etapas \| Classificação por etapas \| Classificação por etapas \| Classificação por etapas \| \| Ciclista \| Ciclista \| Equipe \| Tempo \| \| \| ------------------------ \| ------------------------ \| ------------------------- \| ------------------------ \| ------------------------ \| \| 1. \| Marianne Vos \| CCC-Liv \| 2h47m27s \| \| \| 2. \| Lotte Kopecky \| Lotto Soudal Ladies \| + 0s \| \| \| 3. \| Lizzie Deignan \| Trek-Segafredo \| + 0s \| \| \| 4. \| Coryn Rivera \| Sunweb \| + 0s \| \| \| 5. \| Lisa Brennauer \| Ceratizit-WNT Pro Cycling \| + 0s \| \| \| 6. \| Alison Jackson \| Sunweb \| + 0s \| \| \| 7. \| Sandra Alonso \| Cronos-Casa Dorada \| + 0s \| \| \| 8. \| Amy Pieters \| Boels Dolmans \| + 0s \| \| \| 9. \| Jelena Erić \| Movistar Team \| + 0s \| \| \| 10. \| Vittoria Guazzini \| Valcar-Travel & Service \| + 0s \| \| |                   |                           |          |
| |                   |                           |          |
| Fonte: ProCyclingStats |                   |                           |          |
| Classificação por etapas |                   |                           |          |
| Ciclista | Ciclista          | Equipe                    | Tempo    |
| 1. | Marianne Vos      | CCC-Liv                   | 2h47m27s |
| 2. | Lotte Kopecky     | Lotto Soudal Ladies       | + 0s     |
| 3. | Lizzie Deignan    | Trek-Segafredo            | + 0s     |
| 4. | Coryn Rivera      | Sunweb                    | + 0s     |
| 5. | Lisa Brennauer    | Ceratizit-WNT Pro Cycling | + 0s     |
| 6. | Alison Jackson    | Sunweb                    | + 0s     |
| 7. | Sandra Alonso     | Cronos-Casa Dorada        | + 0s     |
| 8. | Amy Pieters       | Boels Dolmans             | + 0s     |
| 9. | Jelena Erić       | Movistar Team             | + 0s     |
| 10. | Vittoria Guazzini | Valcar-Travel & Service   | + 0s     |

| \| Classificação geral \| Classificação geral \| Classificação geral \| Classificação geral \| Classificação geral \| \| Ciclista \| Ciclista \| Equipe \| Tempo \| \| \| ------------------- \| ---------------------- \| ---------------------------------- \| ------------------- \| ------------------- \| \| 1. \| Annemiek van Vleuten \| Mitchelton-Scott \| 15h23m00s \| \| \| 2. \| Katarzyna Niewiadoma \| Canyon-SRAM Racing \| + 1m56s \| \| \| 3. \| Anna van der Breggen \| Boels Dolmans \| + 2m03s \| \| \| 4. \| Cecilie Uttrup Ludwig \| FDJ-Nouvelle Aquitaine-Futuroscope \| + 3m03s \| \| \| 5. \| Mikayla Harvey \| Paule Ka \| + 4m21s \| \| \| 6. \| Elisa Longo Borghini \| Trek-Segafredo \| + 4m32s \| \| \| 7. \| Ashleigh Moolman Pasio \| CCC-Liv \| + 4m34s \| \| \| 8. \| Mavi García \| Alé BTC Ljubljana \| + 4m38s \| \| \| 9. \| Marianne Vos \| CCC-Liv \| + 5m19s \| \| \| 10. \| Elise Chabbey \| Paule Ka \| + 5m36s \| \| |                        |                                    |           |
| |                        |                                    |           |
| Fonte: ProCyclingStats |                        |                                    |           |
| Classificação geral |                        |                                    |           |
| Ciclista | Ciclista               | Equipe                             | Tempo     |
| 1. | Annemiek van Vleuten   | Mitchelton-Scott                   | 15h23m00s |
| 2. | Katarzyna Niewiadoma   | Canyon-SRAM Racing                 | + 1m56s   |
| 3. | Anna van der Breggen   | Boels Dolmans                      | + 2m03s   |
| 4. | Cecilie Uttrup Ludwig  | FDJ-Nouvelle Aquitaine-Futuroscope | + 3m03s   |
| 5. | Mikayla Harvey         | Paule Ka                           | + 4m21s   |
| 6. | Elisa Longo Borghini   | Trek-Segafredo                     | + 4m32s   |
| 7. | Ashleigh Moolman Pasio | CCC-Liv                            | + 4m34s   |
| 8. | Mavi García            | Alé BTC Ljubljana                  | + 4m38s   |
| 9. | Marianne Vos           | CCC-Liv                            | + 5m19s   |
| 10. | Elise Chabbey          | Paule Ka                           | + 5m36s   |

### 6.ª etapa
| Torre del Greco - Nola | etapa escarpada | (97 km) |

| \| Classificação por etapas \| Classificação por etapas \| Classificação por etapas \| Classificação por etapas \| Classificação por etapas \| \| Ciclista \| Ciclista \| Equipe \| Tempo \| \| \| ------------------------ \| ------------------------ \| ---------------------------------- \| ------------------------ \| ------------------------ \| \| 1. \| Marianne Vos \| CCC-Liv \| 2h14m24s \| \| \| 2. \| Hannah Barnes \| Canyon-SRAM Racing \| + 0s \| \| \| 3. \| Lotte Kopecky \| Lotto Soudal Ladies \| + 0s \| \| \| 4. \| Coryn Rivera \| Sunweb \| + 0s \| \| \| 5. \| Amy Pieters \| Boels Dolmans \| + 0s \| \| \| 6. \| Arlenis Sierra \| Astana Women's Team \| + 0s \| \| \| 7. \| Ilaria Sanguineti \| Valcar-Travel & Service \| + 0s \| \| \| 8. \| Giorgia Bariani \| Top Girls Fassa Bortolo \| + 0s \| \| \| 9. \| Stine Borgli \| FDJ-Nouvelle Aquitaine-Futuroscope \| + 0s \| \| \| 10. \| Katarzyna Niewiadoma \| Canyon-SRAM Racing \| + 0s \| \| |                      |                                    |          |
| |                      |                                    |          |
| Fonte: ProCyclingStats |                      |                                    |          |
| Classificação por etapas |                      |                                    |          |
| Ciclista | Ciclista             | Equipe                             | Tempo    |
| 1. | Marianne Vos         | CCC-Liv                            | 2h14m24s |
| 2. | Hannah Barnes        | Canyon-SRAM Racing                 | + 0s     |
| 3. | Lotte Kopecky        | Lotto Soudal Ladies                | + 0s     |
| 4. | Coryn Rivera         | Sunweb                             | + 0s     |
| 5. | Amy Pieters          | Boels Dolmans                      | + 0s     |
| 6. | Arlenis Sierra       | Astana Women's Team                | + 0s     |
| 7. | Ilaria Sanguineti    | Valcar-Travel & Service            | + 0s     |
| 8. | Giorgia Bariani      | Top Girls Fassa Bortolo            | + 0s     |
| 9. | Stine Borgli         | FDJ-Nouvelle Aquitaine-Futuroscope | + 0s     |
| 10. | Katarzyna Niewiadoma | Canyon-SRAM Racing                 | + 0s     |

| \| Classificação geral \| Classificação geral \| Classificação geral \| Classificação geral \| Classificação geral \| \| Ciclista \| Ciclista \| Equipe \| Tempo \| \| \| ------------------- \| ---------------------- \| ---------------------------------- \| ------------------- \| ------------------- \| \| 1. \| Annemiek van Vleuten \| Mitchelton-Scott \| 17h37m28s \| \| \| 2. \| Katarzyna Niewiadoma \| Canyon-SRAM Racing \| + 1m52s \| \| \| 3. \| Anna van der Breggen \| Boels Dolmans \| + 2m03s \| \| \| 4. \| Cecilie Uttrup Ludwig \| FDJ-Nouvelle Aquitaine-Futuroscope \| + 3m03s \| \| \| 5. \| Mikayla Harvey \| Paule Ka \| + 4m21s \| \| \| 6. \| Elisa Longo Borghini \| Trek-Segafredo \| + 4m32s \| \| \| 7. \| Ashleigh Moolman Pasio \| CCC-Liv \| + 4m34s \| \| \| 8. \| Mavi García \| Alé BTC Ljubljana \| + 4m38s \| \| \| 9. \| Marianne Vos \| CCC-Liv \| + 5m02s \| \| \| 10. \| Elise Chabbey \| Paule Ka \| + 5m32s \| \| |                        |                                    |           |
| |                        |                                    |           |
| Fonte: ProCyclingStats |                        |                                    |           |
| Classificação geral |                        |                                    |           |
| Ciclista | Ciclista               | Equipe                             | Tempo     |
| 1. | Annemiek van Vleuten   | Mitchelton-Scott                   | 17h37m28s |
| 2. | Katarzyna Niewiadoma   | Canyon-SRAM Racing                 | + 1m52s   |
| 3. | Anna van der Breggen   | Boels Dolmans                      | + 2m03s   |
| 4. | Cecilie Uttrup Ludwig  | FDJ-Nouvelle Aquitaine-Futuroscope | + 3m03s   |
| 5. | Mikayla Harvey         | Paule Ka                           | + 4m21s   |
| 6. | Elisa Longo Borghini   | Trek-Segafredo                     | + 4m32s   |
| 7. | Ashleigh Moolman Pasio | CCC-Liv                            | + 4m34s   |
| 8. | Mavi García            | Alé BTC Ljubljana                  | + 4m38s   |
| 9. | Marianne Vos           | CCC-Liv                            | + 5m02s   |
| 10. | Elise Chabbey          | Paule Ka                           | + 5m32s   |

### 7.ª etapa
| Nola - Maddaloni | etapa escarpada | (112 km) |

| \| Classificação por etapas \| Classificação por etapas \| Classificação por etapas \| Classificação por etapas \| Classificação por etapas \| \| Ciclista \| Ciclista \| Equipe \| Tempo \| \| \| ------------------------ \| ------------------------ \| ------------------------- \| ------------------------ \| ------------------------ \| \| 1. \| Lotte Kopecky \| Lotto Soudal Ladies \| 2h52m12s \| \| \| 2. \| Lizzie Deignan \| Trek-Segafredo \| + 2s \| \| \| 3. \| Katarzyna Niewiadoma \| Canyon-SRAM Racing \| + 3s \| \| \| 4. \| Marta Cavalli \| Valcar-Travel & Service \| + 3s \| \| \| 5. \| Anna van der Breggen \| Boels Dolmans \| + 3s \| \| \| 6. \| Soraya Paladin \| CCC-Liv \| + 3s \| \| \| 7. \| Ane Santesteban \| Ceratizit-WNT Pro Cycling \| + 3s \| \| \| 8. \| Liane Lippert \| Sunweb \| + 3s \| \| \| 9. \| Ashleigh Moolman Pasio \| CCC-Liv \| + 3s \| \| \| 10. \| Floortje Mackaij \| Sunweb \| + 3s \| \| |                        |                           |          |
| |                        |                           |          |
| Fonte: ProCyclingStats |                        |                           |          |
| Classificação por etapas |                        |                           |          |
| Ciclista | Ciclista               | Equipe                    | Tempo    |
| 1. | Lotte Kopecky          | Lotto Soudal Ladies       | 2h52m12s |
| 2. | Lizzie Deignan         | Trek-Segafredo            | + 2s     |
| 3. | Katarzyna Niewiadoma   | Canyon-SRAM Racing        | + 3s     |
| 4. | Marta Cavalli          | Valcar-Travel & Service   | + 3s     |
| 5. | Anna van der Breggen   | Boels Dolmans             | + 3s     |
| 6. | Soraya Paladin         | CCC-Liv                   | + 3s     |
| 7. | Ane Santesteban        | Ceratizit-WNT Pro Cycling | + 3s     |
| 8. | Liane Lippert          | Sunweb                    | + 3s     |
| 9. | Ashleigh Moolman Pasio | CCC-Liv                   | + 3s     |
| 10. | Floortje Mackaij       | Sunweb                    | + 3s     |

| \| Classificação geral \| Classificação geral \| Classificação geral \| Classificação geral \| Classificação geral \| \| Ciclista \| Ciclista \| Equipe \| Tempo \| \| \| ------------------- \| ---------------------- \| ---------------------------------- \| ------------------- \| ------------------- \| \| 1. \| Annemiek van Vleuten \| Mitchelton-Scott \| 20h29m43s \| \| \| 2. \| Katarzyna Niewiadoma \| Canyon-SRAM Racing \| + 1m48s \| \| \| 3. \| Anna van der Breggen \| Boels Dolmans \| + 2m03s \| \| \| 4. \| Cecilie Uttrup Ludwig \| FDJ-Nouvelle Aquitaine-Futuroscope \| + 3m03s \| \| \| 5. \| Mikayla Harvey \| Paule Ka \| + 4m21s \| \| \| 6. \| Elisa Longo Borghini \| Trek-Segafredo \| + 4m32s \| \| \| 7. \| Ashleigh Moolman Pasio \| CCC-Liv \| + 4m34s \| \| \| 8. \| Mavi García \| Alé BTC Ljubljana \| + 4m38s \| \| \| 9. \| Marianne Vos \| CCC-Liv \| + 5m02s \| \| \| 10. \| Elizabeth Banks \| Paule Ka \| + 5m56s \| \| |                        |                                    |           |
| |                        |                                    |           |
| Fonte: ProCyclingStats |                        |                                    |           |
| Classificação geral |                        |                                    |           |
| Ciclista | Ciclista               | Equipe                             | Tempo     |
| 1. | Annemiek van Vleuten   | Mitchelton-Scott                   | 20h29m43s |
| 2. | Katarzyna Niewiadoma   | Canyon-SRAM Racing                 | + 1m48s   |
| 3. | Anna van der Breggen   | Boels Dolmans                      | + 2m03s   |
| 4. | Cecilie Uttrup Ludwig  | FDJ-Nouvelle Aquitaine-Futuroscope | + 3m03s   |
| 5. | Mikayla Harvey         | Paule Ka                           | + 4m21s   |
| 6. | Elisa Longo Borghini   | Trek-Segafredo                     | + 4m32s   |
| 7. | Ashleigh Moolman Pasio | CCC-Liv                            | + 4m34s   |
| 8. | Mavi García            | Alé BTC Ljubljana                  | + 4m38s   |
| 9. | Marianne Vos           | CCC-Liv                            | + 5m02s   |
| 10. | Elizabeth Banks        | Paule Ka                           | + 5m56s   |

### 8.ª etapa
| Castelnuovo della Daunia - San Marco la Catola | média montanha | (91 km) |

| \| Classificação por etapas \| Classificação por etapas \| Classificação por etapas \| Classificação por etapas \| Classificação por etapas \| \| Ciclista \| Ciclista \| Equipe \| Tempo \| \| \| ------------------------ \| ------------------------ \| ---------------------------------- \| ------------------------ \| ------------------------ \| \| 1. \| Elisa Longo Borghini \| Trek-Segafredo \| 2h33m57s \| \| \| 2. \| Anna van der Breggen \| Boels Dolmans \| + 0s \| \| \| 3. \| Mikayla Harvey \| Paule Ka \| + 31s \| \| \| 4. \| Katrine Aalerud \| Movistar Team \| + 1m06s \| \| \| 5. \| Cecilie Uttrup Ludwig \| FDJ-Nouvelle Aquitaine-Futuroscope \| + 1m19s \| \| \| 6. \| Katarzyna Niewiadoma \| Canyon-SRAM Racing \| + 1m19s \| \| \| 7. \| Pauliena Rooijakkers \| CCC-Liv \| + 1m19s \| \| \| 8. \| Liane Lippert \| Sunweb \| + 1m31s \| \| \| 9. \| Marta Cavalli \| Valcar-Travel & Service \| + 1m52s \| \| \| 10. \| Sofia Bertizzolo \| CCC-Liv \| + 1m58s \| \| |                       |                                    |          |
| |                       |                                    |          |
| Fonte: ProCyclingStats |                       |                                    |          |
| Classificação por etapas |                       |                                    |          |
| Ciclista | Ciclista              | Equipe                             | Tempo    |
| 1. | Elisa Longo Borghini  | Trek-Segafredo                     | 2h33m57s |
| 2. | Anna van der Breggen  | Boels Dolmans                      | + 0s     |
| 3. | Mikayla Harvey        | Paule Ka                           | + 31s    |
| 4. | Katrine Aalerud       | Movistar Team                      | + 1m06s  |
| 5. | Cecilie Uttrup Ludwig | FDJ-Nouvelle Aquitaine-Futuroscope | + 1m19s  |
| 6. | Katarzyna Niewiadoma  | Canyon-SRAM Racing                 | + 1m19s  |
| 7. | Pauliena Rooijakkers  | CCC-Liv                            | + 1m19s  |
| 8. | Liane Lippert         | Sunweb                             | + 1m31s  |
| 9. | Marta Cavalli         | Valcar-Travel & Service            | + 1m52s  |
| 10. | Sofia Bertizzolo      | CCC-Liv                            | + 1m58s  |

| \| Classificação geral \| Classificação geral \| Classificação geral \| Classificação geral \| Classificação geral \| \| Ciclista \| Ciclista \| Equipe \| Tempo \| \| \| ------------------- \| ---------------------- \| ---------------------------------- \| ------------------- \| ------------------- \| \| 1. \| Anna van der Breggen \| Boels Dolmans \| 23h05m37s \| \| \| 2. \| Katarzyna Niewiadoma \| Canyon-SRAM Racing \| + 1m10s \| \| \| 3. \| Elisa Longo Borghini \| Trek-Segafredo \| + 2m23s \| \| \| 4. \| Cecilie Uttrup Ludwig \| FDJ-Nouvelle Aquitaine-Futuroscope \| + 2m25s \| \| \| 5. \| Mikayla Harvey \| Paule Ka \| + 2m51s \| \| \| 6. \| Ashleigh Moolman Pasio \| CCC-Liv \| + 4m48s \| \| \| 7. \| Mavi García \| Alé BTC Ljubljana \| + 5m58s \| \| \| 8. \| Ane Santesteban \| Ceratizit-WNT Pro Cycling \| + 6m17s \| \| \| 9. \| Marianne Vos \| CCC-Liv \| + 7m29s \| \| \| 10. \| Elizabeth Banks \| Paule Ka \| + 7m49s \| \| |                        |                                    |           |
| |                        |                                    |           |
| Fonte: ProCyclingStats |                        |                                    |           |
| Classificação geral |                        |                                    |           |
| Ciclista | Ciclista               | Equipe                             | Tempo     |
| 1. | Anna van der Breggen   | Boels Dolmans                      | 23h05m37s |
| 2. | Katarzyna Niewiadoma   | Canyon-SRAM Racing                 | + 1m10s   |
| 3. | Elisa Longo Borghini   | Trek-Segafredo                     | + 2m23s   |
| 4. | Cecilie Uttrup Ludwig  | FDJ-Nouvelle Aquitaine-Futuroscope | + 2m25s   |
| 5. | Mikayla Harvey         | Paule Ka                           | + 2m51s   |
| 6. | Ashleigh Moolman Pasio | CCC-Liv                            | + 4m48s   |
| 7. | Mavi García            | Alé BTC Ljubljana                  | + 5m58s   |
| 8. | Ane Santesteban        | Ceratizit-WNT Pro Cycling          | + 6m17s   |
| 9. | Marianne Vos           | CCC-Liv                            | + 7m29s   |
| 10. | Elizabeth Banks        | Paule Ka                           | + 7m49s   |

### 9.ª etapa
| Motta Montecorvino - Motta Montecorvino | média montanha | (109 km) |

| \| Classificação por etapas \| Classificação por etapas \| Classificação por etapas \| Classificação por etapas \| Classificação por etapas \| \| Ciclista \| Ciclista \| Equipe \| Tempo \| \| \| ------------------------ \| ------------------------ \| ---------------------------------- \| ------------------------ \| ------------------------ \| \| 1. \| Évita Muzic \| FDJ-Nouvelle Aquitaine-Futuroscope \| 3h16m30s \| \| \| 2. \| Niamh Fisher-Black \| Paule Ka \| + 0s \| \| \| 3. \| Juliette Labous \| Sunweb \| + 0s \| \| \| 4. \| Katia Ragusa \| Astana Women's Team \| + 3s \| \| \| 5. \| Ellen van Dijk \| Trek-Segafredo \| + 4s \| \| \| 6. \| Erica Magnaldi \| Ceratizit-WNT Pro Cycling \| + 8s \| \| \| 7. \| Sabrina Stultiens \| CCC-Liv \| + 10s \| \| \| 8. \| Eugenia Bujak \| Alé BTC Ljubljana \| + 25s \| \| \| 9. \| Arlenis Sierra \| Astana Women's Team \| + 36s \| \| \| 10. \| Paula Patiño \| Movistar Team \| + 42s \| \| |                    |                                    |          |
| |                    |                                    |          |
| Fonte: ProCyclingStats |                    |                                    |          |
| Classificação por etapas |                    |                                    |          |
| Ciclista | Ciclista           | Equipe                             | Tempo    |
| 1. | Évita Muzic        | FDJ-Nouvelle Aquitaine-Futuroscope | 3h16m30s |
| 2. | Niamh Fisher-Black | Paule Ka                           | + 0s     |
| 3. | Juliette Labous    | Sunweb                             | + 0s     |
| 4. | Katia Ragusa       | Astana Women's Team                | + 3s     |
| 5. | Ellen van Dijk     | Trek-Segafredo                     | + 4s     |
| 6. | Erica Magnaldi     | Ceratizit-WNT Pro Cycling          | + 8s     |
| 7. | Sabrina Stultiens  | CCC-Liv                            | + 10s    |
| 8. | Eugenia Bujak      | Alé BTC Ljubljana                  | + 25s    |
| 9. | Arlenis Sierra     | Astana Women's Team                | + 36s    |
| 10. | Paula Patiño       | Movistar Team                      | + 42s    |

## Classificações finais
As classificações finalizaram da seguinte forma:

### Classificação geral (Maglia Rosa)
| \| Classificação geral \| Classificação geral \| Classificação geral \| Classificação geral \| Classificação geral \| \| Ciclista \| Ciclista \| Equipe \| Tempo \| \| \| ------------------- \| --------------------------- \| ------------------------------------ \| ------------------- \| ------------------- \| \| 1. \| Anna van der Breggen \| Boels Dolmans \| 26h25m43s \| \| \| 2. \| Katarzyna Niewiadoma \| Canyon-SRAM Racing \| + 1m14s \| \| \| 3. \| Elisa Longo Borghini \| Trek-Segafredo \| + 2m20s \| \| \| 4. \| Cecilie Uttrup Ludwig \| FDJ-Nouvelle Aquitaine-Futuroscope \| + 2m22s \| \| \| 5. \| Mikayla Harvey \| Paule Ka \| + 2m52s \| \| \| 6. \| Ashleigh Moolman Pasio \| CCC-Liv \| + 5m02s \| \| \| 7. \| Ane Santesteban \| Ceratizit-WNT Pro Cycling \| + 6m31s \| \| \| 8. \| Paula Patiño \| Movistar Team \| + 6m54s \| \| \| 9. \| Mavi García \| Alé BTC Ljubljana \| + 7m06s \| \| \| 10. \| Évita Muzic \| FDJ-Nouvelle Aquitaine-Futuroscope \| + 7m47s \| \| \| 11. \| Marianne Vos \| CCC-Liv \| + 8m01s \| \| \| 12. \| Elizabeth Banks \| Paule Ka \| + 8m09s \| \| \| 13. \| Liane Lippert \| Sunweb \| + 8m27s \| \| \| 14. \| Marta Cavalli \| Valcar-Travel & Service \| + 8m46s \| \| \| 15. \| Katia Ragusa \| Astana Women's Team \| + 9m42s \| \| \| 16. \| Katrine Aalerud \| Movistar Team \| + 10m21s \| \| \| 17. \| Soraya Paladin \| CCC-Liv \| + 11m28s \| \| \| 18. \| Chantal van den Broek-Blaak \| Boels Dolmans \| + 12m07s \| \| \| 19. \| Erica Magnaldi \| Ceratizit-WNT Pro Cycling \| + 12m18s \| \| \| 20. \| Maria Novolodskaya \| Cogeas-Mettler-Look Pro Cycling Team \| + 15m08s \| \| |                             |                                      |           |
| |                             |                                      |           |
| Fonte: ProCyclingStats |                             |                                      |           |
| Classificação geral |                             |                                      |           |
| Ciclista | Ciclista                    | Equipe                               | Tempo     |
| 1. | Anna van der Breggen        | Boels Dolmans                        | 26h25m43s |
| 2. | Katarzyna Niewiadoma        | Canyon-SRAM Racing                   | + 1m14s   |
| 3. | Elisa Longo Borghini        | Trek-Segafredo                       | + 2m20s   |
| 4. | Cecilie Uttrup Ludwig       | FDJ-Nouvelle Aquitaine-Futuroscope   | + 2m22s   |
| 5. | Mikayla Harvey              | Paule Ka                             | + 2m52s   |
| 6. | Ashleigh Moolman Pasio      | CCC-Liv                              | + 5m02s   |
| 7. | Ane Santesteban             | Ceratizit-WNT Pro Cycling            | + 6m31s   |
| 8. | Paula Patiño                | Movistar Team                        | + 6m54s   |
| 9. | Mavi García                 | Alé BTC Ljubljana                    | + 7m06s   |
| 10. | Évita Muzic                 | FDJ-Nouvelle Aquitaine-Futuroscope   | + 7m47s   |
| 11. | Marianne Vos                | CCC-Liv                              | + 8m01s   |
| 12. | Elizabeth Banks             | Paule Ka                             | + 8m09s   |
| 13. | Liane Lippert               | Sunweb                               | + 8m27s   |
| 14. | Marta Cavalli               | Valcar-Travel & Service              | + 8m46s   |
| 15. | Katia Ragusa                | Astana Women's Team                  | + 9m42s   |
| 16. | Katrine Aalerud             | Movistar Team                        | + 10m21s  |
| 17. | Soraya Paladin              | CCC-Liv                              | + 11m28s  |
| 18. | Chantal van den Broek-Blaak | Boels Dolmans                        | + 12m07s  |
| 19. | Erica Magnaldi              | Ceratizit-WNT Pro Cycling            | + 12m18s  |
| 20. | Maria Novolodskaya          | Cogeas-Mettler-Look Pro Cycling Team | + 15m08s  |

### Classificação por pontos (Maglia Ciclamino)
| Classificação por pontos | Classificação por pontos | Classificação por pontos           | Classificação por pontos | Classificação por pontos |
| Ciclista                 | Ciclista                 | Equipe                             | Pontos                   |                          |
| ------------------------ | ------------------------ | ---------------------------------- | ------------------------ | ------------------------ |
| 1.                       | Marianne Vos             | CCC-Liv                            | 46 pts                   |                          |
| 2.                       | Anna van der Breggen     | Boels Dolmans                      | 34 pts                   |                          |
| 3.                       | Katarzyna Niewiadoma     | Canyon-SRAM Racing                 | 34 pts                   |                          |
| 4.                       | Elisa Longo Borghini     | Trek-Segafredo                     | 33 pts                   |                          |
| 5.                       | Cecilie Uttrup Ludwig    | FDJ-Nouvelle Aquitaine-Futuroscope | 30 pts                   |                          |
| 6.                       | Lizzie Deignan           | Trek-Segafredo                     | 22 pts                   |                          |
| 7.                       | Liane Lippert            | Sunweb                             | 19 pts                   |                          |
| 8.                       | Coryn Rivera             | Sunweb                             | 16 pts                   |                          |
| 9.                       | Évita Muzic              | FDJ-Nouvelle Aquitaine-Futuroscope | 15 pts                   |                          |
| 10.                      | Elizabeth Banks          | Paule Ka                           | 15 pts                   |                          |

### Classificação da montanha (Maglia Verde)
| Classificação da montanha | Classificação da montanha | Classificação da montanha            | Classificação da montanha | Classificação da montanha |
| Ciclista                  | Ciclista                  | Equipe                               | Pontos                    |                           |
| ------------------------- | ------------------------- | ------------------------------------ | ------------------------- | ------------------------- |
| 1.                        | Cecilie Uttrup Ludwig     | FDJ-Nouvelle Aquitaine-Futuroscope   | 40 pts                    |                           |
| 2.                        | Elisa Longo Borghini      | Trek-Segafredo                       | 28 pts                    |                           |
| 3.                        | Katia Ragusa              | Astana Women's Team                  | 24 pts                    |                           |
| 4.                        | Marianne Vos              | CCC-Liv                              | 17 pts                    |                           |
| 5.                        | Maria Novolodskaya        | Cogeas-Mettler-Look Pro Cycling Team | 12 pts                    |                           |
| 6.                        | Anna van der Breggen      | Boels Dolmans                        | 12 pts                    |                           |
| 7.                        | Liane Lippert             | Sunweb                               | 7 pts                     |                           |
| 8.                        | Évita Muzic               | FDJ-Nouvelle Aquitaine-Futuroscope   | 5 pts                     |                           |
| 9.                        | Mikayla Harvey            | Paule Ka                             | 5 pts                     |                           |
| 10.                       | Pauliena Rooijakkers      | CCC-Liv                              | 5 pts                     |                           |

### Classificação das jovens (Maglia Bianca)
| Classificação dos jovens | Classificação dos jovens | Classificação dos jovens             | Classificação dos jovens | Classificação dos jovens |
| Ciclista                 | Ciclista                 | Equipe                               | Tempo                    |                          |
| ------------------------ | ------------------------ | ------------------------------------ | ------------------------ | ------------------------ |
| 1.                       | Mikayla Harvey           | Paule Ka                             | 26h28m35s                |                          |
| 2.                       | Évita Muzic              | FDJ-Nouvelle Aquitaine-Futuroscope   | + 4m55s                  |                          |
| 3.                       | Liane Lippert            | Sunweb                               | + 5m35s                  |                          |
| 4.                       | Marta Cavalli            | Valcar-Travel & Service              | + 5m54s                  |                          |
| 5.                       | Maria Novolodskaya       | Cogeas-Mettler-Look Pro Cycling Team | + 12m16s                 |                          |
| 6.                       | Niamh Fisher-Black       | Paule Ka                             | + 13m08s                 |                          |
| 7.                       | Juliette Labous          | Sunweb                               | + 14m00s                 |                          |
| 8.                       | Debora Silvestri         | Top Girls Fassa Bortolo              | + 16m32s                 |                          |
| 9.                       | Sara Casasola            | Servetto-Piumate-Beltrami TSA        | + 27m06s                 |                          |
| 10.                      | Maaike Boogaard          | Alé BTC Ljubljana                    | + 39m24s                 |                          |

### Classificação por equipas
| Classificação por equipes | Classificação por equipes          | Classificação por equipes | Classificação por equipes |
| Equipe                    | Equipe                             | Tempo                     |                           |
| ------------------------- | ---------------------------------- | ------------------------- | ------------------------- |
| 1.                        | CCC-Liv                            | 78h50m19s                 |                           |
| 2.                        | Paule Ka                           | + 43s                     |                           |
| 3.                        | FDJ-Nouvelle Aquitaine-Futuroscope | + 10m45s                  |                           |
| 4.                        | Boels Dolmans                      | + 23m05s                  |                           |
| 5.                        | Trek-Segafredo                     | + 25m14s                  |                           |
| 6.                        | Alé BTC Ljubljana                  | + 26m21s                  |                           |
| 7.                        | Sunweb Women                       | + 26m36s                  |                           |
| 8.                        | Canyon-SRAM Racing                 | + 32m36s                  |                           |
| 9.                        | Mitchelton-Scott                   | + 38m07s                  |                           |
| 10.                       | Ceratizit-WNT Pro Cycling          | + 38m09s                  |                           |

## Evolução das classificações
| Etapa                 | Vencedora             | Classificação geral  | Clasificacion por pontos | Classificação da montanha | Classificação das jovens | Classificação da melhor italiana | Classificação por equipas |
| --------------------- | --------------------- | -------------------- | ------------------------ | ------------------------- | ------------------------ | -------------------------------- | ------------------------- |
| 1.ª                   | Trek-Segafredo        | Elisa Longo Borghini | não se entregou          | não se entregou           | Emma Norsgaard Jørgensen | Elisa Longo Borghini             | Trek-Segafredo            |
| 2.ª                   | Annemiek van Vleuten  | Annemiek van Vleuten | Annemiek van Vleuten     | Annemiek van Vleuten      | Mikayla Harvey           | Elisa Longo Borghini             | CCC-Liv                   |
| 3.ª                   | Marianne Vos          | Annemiek van Vleuten | Annemiek van Vleuten     | Marianne Vos              | Mikayla Harvey           | Elisa Longo Borghini             | CCC-Liv                   |
| 4.ª                   | Elizabeth Banks       | Annemiek van Vleuten | Annemiek van Vleuten     | Cecilie Uttrup Ludwig     | Mikayla Harvey           | Elisa Longo Borghini             | Paule Ka                  |
| 5.ª                   | Marianne Vos          | Annemiek van Vleuten | Marianne Vos             | Cecilie Uttrup Ludwig     | Mikayla Harvey           | Elisa Longo Borghini             | Paule Ka                  |
| 6.ª                   | Marianne Vos          | Annemiek van Vleuten | Marianne Vos             | Cecilie Uttrup Ludwig     | Mikayla Harvey           | Elisa Longo Borghini             | Paule Ka                  |
| 7.ª                   | Lotte Kopecky         | Annemiek van Vleuten | Marianne Vos             | Cecilie Uttrup Ludwig     | Mikayla Harvey           | Elisa Longo Borghini             | CCC-Liv                   |
| 8.ª                   | Elisa Longo Borghini  | Anna van der Breggen | Marianne Vos             | Cecilie Uttrup Ludwig     | Mikayla Harvey           | Elisa Longo Borghini             | CCC-Liv                   |
| 9.ª                   | Évita Muzic           | Anna van der Breggen | Marianne Vos             | Cecilie Uttrup Ludwig     | Mikayla Harvey           | Elisa Longo Borghini             | CCC-Liv                   |
| Classificações finais | Classificações finais | Anna van der Breggen | Marianne Vos             | Cecilie Uttrup Ludwig     | Mikayla Harvey           | Elisa Longo Borghini             | CCC-Liv                   |

## Ciclistas participantes e posições finais
| Mitchelton-Scott MTS | Mitchelton-Scott MTS                 | Mitchelton-Scott MTS |
| -------------------- | ------------------------------------ | -------------------- |
| Num                  | Ciclista                             | Pos                  |
| 1                    | Annemiek van Vleuten (NED) (estrada) | NP-8                 |
| 2                    | Amanda Spratt (AUS) (estrada)        | NP-8                 |
| 3                    | Lucy Kennedy (AUS)                   | 31.                  |
| 4                    | Moniek Tenniglo (NED)                | DNF-8                |
| 5                    | Sarah Roy (AUS)                      | 75.                  |
| 6                    | Grace Brown (AUS)                    | 55.                  |

| Alé BTC Ljubljana ALE | Alé BTC Ljubljana ALE             | Alé BTC Ljubljana ALE |
| --------------------- | --------------------------------- | --------------------- |
| Num                   | Ciclista                          | Pos                   |
| 11                    | Maaike Boogaard (NED)             | 47.                   |
| 12                    | Tatiana Guderzo (ITA)             | 22.                   |
| 13                    | Mavi García (ESP) (estrada e CRI) | 9.                    |
| 14                    | Eugenia Bujak (SLO)               | 35.                   |
| 15                    | Urška Žigart (SLO) (CRI)          | 78.                   |
| 16                    | Anna Trevisi (ITA)                | DNF-4                 |

| Aromitalia Vaiano VAI | Aromitalia Vaiano VAI   | Aromitalia Vaiano VAI |
| --------------------- | ----------------------- | --------------------- |
| Num                   | Ciclista                | Pos                   |
| 21                    | Rasa Leleivytė (LTU)    | 49.                   |
| 22                    | Letizia Borghesi (ITA)  | 76.                   |
| 23                    | Carmela Cipriani (ITA)  | DNF-9                 |
| 24                    | Sofia Collinelli (ITA)  | HD-2                  |
| 25                    | Giulia Marchesini (ITA) | 81.                   |
| 26                    | Gemma Sernissi (ITA)    | HD-2                  |

| Astana Women's Team ASA | Astana Women's Team ASA              | Astana Women's Team ASA |
| ----------------------- | ------------------------------------ | ----------------------- |
| Num                     | Ciclista                             | Pos                     |
| 31                      | Arlenis Sierra (CUB) (estrada e CRI) | 42.                     |
| 32                      | Olivija Baleišytė (LTU)              | HD-2                    |
| 33                      | Liliana Moreno (COL)                 | DNF-4                   |
| 34                      | Francesca Pattaro (ITA)              | HD-2                    |
| 35                      | Katia Ragusa (ITA)                   | 15.                     |
| 36                      | Olga Shekel (UKR) (CRI)              | 84.                     |

| Bepink BPK | Bepink BPK             | Bepink BPK |
| ---------- | ---------------------- | ---------- |
| Num        | Ciclista               | Pos        |
| 41         | Vania Canvelli (ITA)   | DNF-5      |
| 42         | Silvia Valsecchi (ITA) | 63.        |
| 43         | Simona Frapporti (ITA) | 80.        |
| 44         | Markéta Hájková (CZE)  | 62.        |
| 45         | Silvia Zanardi (ITA)   | 53.        |
| 46         | Giorgia Catarzi (ITA)  | DNF-6      |

| Bizkaia-Durango BDP | Bizkaia-Durango BDP         | Bizkaia-Durango BDP |
| ------------------- | --------------------------- | ------------------- |
| Num                 | Ciclista                    | Pos                 |
| 51                  | Alice Maria Arzuffi (ITA)   | 52.                 |
| 52                  | Carla Oberholzer (RSA)      | DNF-3               |
| 53                  | Lucía González Blanco (ESP) | 82.                 |
| 54                  | Elizabeth Holden (GBR)      | DNF-9               |
| 55                  | Nadine Gill (GER)           | 33.                 |
| 56                  | Ariana Gilabert (ESP)       | HD-6                |

| Boels Dolmans DLT | Boels Dolmans DLT                    | Boels Dolmans DLT |
| ----------------- | ------------------------------------ | ----------------- |
| Num               | Ciclista                             | Pos               |
| 61                | Anna van der Breggen (NED) (estrada) | 1.                |
| 62                | Chantal van den Broek-Blaak (NED)    | 18.               |
| 63                | Eva Buurman (NED)                    | DNF-9             |
| 64                | Karol-Ann Canuel (CAN) (estrada)     | 39.               |
| 65                | Amy Pieters (NED)                    | 32.               |
| 66                | Jolien D'Hoore (BEL)                 | DNF-9             |

| Canyon-SRAM Racing CSR | Canyon-SRAM Racing CSR       | Canyon-SRAM Racing CSR |
| ---------------------- | ---------------------------- | ---------------------- |
| Num                    | Ciclista                     | Pos                    |
| 71                     | Alena Amialiusik (BLR)       | 36.                    |
| 72                     | Hannah Barnes (GBR)          | 40.                    |
| 73                     | Elena Cecchini (ITA)         | 44.                    |
| 74                     | Lisa Klein (GER) (CRI)       | 74.                    |
| 75                     | Katarzyna Niewiadoma (POL)   | 2.                     |
| 76                     | Omer Shapira (ISR) (estrada) | 29.                    |

| CCC-Liv CCC | CCC-Liv CCC                            | CCC-Liv CCC |
| ----------- | -------------------------------------- | ----------- |
| Num         | Ciclista                               | Pos         |
| 81          | Ashleigh Moolman Pasio (RSA) (estrada) | 6.          |
| 82          | Sabrina Stultiens (NED)                | 57.         |
| 83          | Marianne Vos (NED)                     | 11.         |
| 84          | Sofia Bertizzolo (ITA)                 | 38.         |
| 85          | Soraya Paladin (ITA)                   | 17.         |
| 86          | Pauliena Rooijakkers (NED)             | 51.         |

| Ceratizit-WNT Pro Cycling WNT | Ceratizit-WNT Pro Cycling WNT   | Ceratizit-WNT Pro Cycling WNT |
| ----------------------------- | ------------------------------- | ----------------------------- |
| Num                           | Ciclista                        | Pos                           |
| 91                            | Erica Magnaldi (ITA)            | 19.                           |
| 92                            | Lara Vieceli (ITA)              | HD-6                          |
| 93                            | Ane Santesteban (ESP)           | 7.                            |
| 94                            | Kirsten Wild (NED)              | 83.                           |
| 95                            | Maria Giulia Confalonieri (ITA) | 56.                           |
| 96                            | Lisa Brennauer (GER) (estrada)  | 45.                           |

| Cogeas-Mettler-Look Pro Cycling Team CGS | Cogeas-Mettler-Look Pro Cycling Team CGS | Cogeas-Mettler-Look Pro Cycling Team CGS |
| ---------------------------------------- | ---------------------------------------- | ---------------------------------------- |
| Num                                      | Ciclista                                 | Pos                                      |
| 101                                      | Olga Zabelinskaya (UZB) (estrada e CRI)  | DNF-8                                    |
| 103                                      | Maria Novolodskaya (RUS)                 | 20.                                      |
| 104                                      | Mia Radotić (CRO) (CRI)                  | HD-2                                     |
| 105                                      | Diana Klimova (RUS) (estrada)            | DNF-9                                    |
| 106                                      | Aigul Gareyeva (RUS)                     | 50.                                      |

| Cronos-Casa Dorada CDO | Cronos-Casa Dorada CDO    | Cronos-Casa Dorada CDO |
| ---------------------- | ------------------------- | ---------------------- |
| Num                    | Ciclista                  | Pos                    |
| 111                    | Małgorzata Jasińska (POL) | NP-8                   |
| 112                    | Asja Paladin (ITA)        | DNF-3                  |
| 113                    | Rachel Neylan (AUS)       | 69.                    |
| 114                    | Sandra Alonso (ESP)       | DNF-9                  |
| 115                    | Nadia Quagliotto (ITA)    | 72.                    |
| 116                    | Ainara Elbusto (ESP)      | DNF-9                  |

| Paule Ka EPK | Paule Ka EPK                         | Paule Ka EPK |
| ------------ | ------------------------------------ | ------------ |
| Num          | Ciclista                             | Pos          |
| 121          | Niamh Fisher-Black (NZL) (estrada)   | 21.          |
| 122          | Emma Norsgaard (DEN) (estrada)       | DNF-8        |
| 123          | Elise Chabbey (SUI)                  | 24.          |
| 124          | Elizabeth Banks (GBR)                | 12.          |
| 125          | Marlen Reusser (SUI) (estrada e CRI) | DNF-8        |
| 126          | Mikayla Harvey (NZL)                 | 5.           |

| Eurotarget-Bianchi-Vittoria SBT | Eurotarget-Bianchi-Vittoria SBT | Eurotarget-Bianchi-Vittoria SBT |
| ------------------------------- | ------------------------------- | ------------------------------- |
| Num                             | Ciclista                        | Pos                             |
| 131                             | Elena Franchi (ITA)             | 28.                             |
| 132                             | Alice Gasparini (ITA)           | HD-2                            |
| 133                             | Beatrice Rossato (ITA)          | 70.                             |
| 134                             | Arianna Sessi (ITA)             | 85.                             |
| 135                             | Martina Fidanza (ITA)           | HD-2                            |
| 136                             | Francesca Pisciali (ITA)        | DNF-4                           |

| FDJ-Nouvelle Aquitaine-Futuroscope FDJ | FDJ-Nouvelle Aquitaine-Futuroscope FDJ | FDJ-Nouvelle Aquitaine-Futuroscope FDJ |
| -------------------------------------- | -------------------------------------- | -------------------------------------- |
| Num                                    | Ciclista                               | Pos                                    |
| 141                                    | Cecilie Uttrup Ludwig (DEN)            | 4.                                     |
| 142                                    | Stine Borgli (NOR)                     | 34.                                    |
| 143                                    | Brodie Chapman (AUS)                   | 59.                                    |
| 144                                    | Emilia Fahlin (SWE)                    | NP-5                                   |
| 145                                    | Eugénie Duval (FRA)                    | 71.                                    |
| 146                                    | Évita Muzic (FRA)                      | 10.                                    |

| Lotto Soudal Ladies LSL | Lotto Soudal Ladies LSL   | Lotto Soudal Ladies LSL |
| ----------------------- | ------------------------- | ----------------------- |
| Num                     | Ciclista                  | Pos                     |
| 151                     | Julie Van de Velde (BEL)  | DNF-5                   |
| 152                     | Teuntje Beekhuis (NED)    | 65.                     |
| 153                     | Arianna Fidanza (ITA)     | DNF-3                   |
| 154                     | Abby-Mae Parkinson (GBR)  | 73.                     |
| 155                     | Lotte Kopecky (BEL) (CRI) | DNF-8                   |
| 156                     | Lone Meertens (BEL)       | DNF-7                   |

| Lviv Cycling Team LCW | Lviv Cycling Team LCW    | Lviv Cycling Team LCW |
| --------------------- | ------------------------ | --------------------- |
| Num                   | Ciclista                 | Pos                   |
| 161                   | Julia Biryukova (UKR)    | DNF-6                 |
| 162                   | Olena Sharha (UKR)       | DNF-9                 |
| 163                   | Yevheniya Vysotska (UKR) | NP-8                  |
| 164                   | Naomi de Roeck (BEL)     | DNF-2                 |
| 165                   | Fiona Turnbull (GBR)     | DNF-2                 |
| 166                   | Špela Kern (SLO)         | DNF-9                 |

| Movistar Team MOV | Movistar Team MOV                 | Movistar Team MOV |
| ----------------- | --------------------------------- | ----------------- |
| Num               | Ciclista                          | Pos               |
| 171               | Katrine Aalerud (NOR) (CRI)       | 16.               |
| 172               | Aude Biannic (FRA)                | 66.               |
| 173               | Jelena Erić (SRB) (estrada e CRI) | 54.               |
| 174               | Barbara Guarischi (ITA)           | DNF-7             |
| 175               | Paula Patiño (COL)                | 8.                |
| 176               | Gloria Rodríguez Sánchez (ESP)    | 79.               |

| Servetto-Piumate-Beltrami TSA SER | Servetto-Piumate-Beltrami TSA SER | Servetto-Piumate-Beltrami TSA SER |
| --------------------------------- | --------------------------------- | --------------------------------- |
| Num                               | Ciclista                          | Pos                               |
| 181                               | Anna Potokina (RUS)               | DNF-8                             |
| 182                               | Kseniya Dobrynina (RUS)           | HD-2                              |
| 183                               | Francesca Baroni (ITA)            | 77.                               |
| 184                               | Sara Casasola (ITA)               | 37.                               |
| 185                               | Nicole Fede (ITA)                 | HD-2                              |
| 186                               | Elis Simeoni (ITA)                | HD-2                              |

| Sunweb SUN | Sunweb SUN                  | Sunweb SUN |
| ---------- | --------------------------- | ---------- |
| Num        | Ciclista                    | Pos        |
| 191        | Leah Kirchmann (CAN) (CRI)  | 61.        |
| 192        | Alison Jackson (CAN)        | 64.        |
| 193        | Juliette Labous (FRA) (CRI) | 23.        |
| 194        | Liane Lippert (GER)         | 13.        |
| 195        | Floortje Mackaij (NED)      | 25.        |
| 196        | Coryn Rivera (USA)          | 46.        |

| Top Girls Fassa Bortolo TOP | Top Girls Fassa Bortolo TOP | Top Girls Fassa Bortolo TOP |
| --------------------------- | --------------------------- | --------------------------- |
| Num                         | Ciclista                    | Pos                         |
| 201                         | Michela Balducci (ITA)      | DNF-4                       |
| 202                         | Giorgia Bariani (ITA)       | 68.                         |
| 203                         | Elisa Dalla Valle (ITA)     | DNF-3                       |
| 204                         | Greta Marturano (ITA)       | 60.                         |
| 205                         | Debora Silvestri (ITA)      | 26.                         |
| 206                         | Laura Tomasi (ITA)          | 67.                         |

| Trek-Segafredo TFS | Trek-Segafredo TFS                  | Trek-Segafredo TFS |
| ------------------ | ----------------------------------- | ------------------ |
| Num                | Ciclista                            | Pos                |
| 211                | Audrey Cordon-Ragot (FRA) (estrada) | HD-6               |
| 212                | Lizzie Deignan (GBR)                | 30.                |
| 213                | Elisa Longo Borghini (ITA) (CRI)    | 3.                 |
| 214                | Ellen van Dijk (NED)                | 27.                |
| 215                | Tayler Wiles (USA)                  | 58.                |
| 216                | Ruth Winder (USA) (estrada)         | 41.                |

| Valcar-Travel & Service VAL | Valcar-Travel & Service VAL | Valcar-Travel & Service VAL |
| --------------------------- | --------------------------- | --------------------------- |
| Num                         | Ciclista                    | Pos                         |
| 221                         | Marta Cavalli (ITA)         | 14.                         |
| 222                         | Teniel Campbell (TTO)       | HD-6                        |
| 223                         | Vittoria Guazzini (ITA)     | DNF-6                       |
| 224                         | Ilaria Sanguineti (ITA)     | 43.                         |
| 225                         | Elena Pirrone (ITA)         | DNF-6                       |
| 226                         | Barbara Malcotti (ITA)      | 48.                         |

| Mitchelton-Scott MTS | Mitchelton-Scott MTS                 | Mitchelton-Scott MTS |
| -------------------- | ------------------------------------ | -------------------- |
| Num                  | Ciclista                             | Pos                  |
| 1                    | Annemiek van Vleuten (NED) (estrada) | NP-8                 |
| 2                    | Amanda Spratt (AUS) (estrada)        | NP-8                 |
| 3                    | Lucy Kennedy (AUS)                   | 31.                  |
| 4                    | Moniek Tenniglo (NED)                | DNF-8                |
| 5                    | Sarah Roy (AUS)                      | 75.                  |
| 6                    | Grace Brown (AUS)                    | 55.                  |

| Alé BTC Ljubljana ALE | Alé BTC Ljubljana ALE             | Alé BTC Ljubljana ALE |
| --------------------- | --------------------------------- | --------------------- |
| Num                   | Ciclista                          | Pos                   |
| 11                    | Maaike Boogaard (NED)             | 47.                   |
| 12                    | Tatiana Guderzo (ITA)             | 22.                   |
| 13                    | Mavi García (ESP) (estrada e CRI) | 9.                    |
| 14                    | Eugenia Bujak (SLO)               | 35.                   |
| 15                    | Urška Žigart (SLO) (CRI)          | 78.                   |
| 16                    | Anna Trevisi (ITA)                | DNF-4                 |

| Aromitalia Vaiano VAI | Aromitalia Vaiano VAI   | Aromitalia Vaiano VAI |
| --------------------- | ----------------------- | --------------------- |
| Num                   | Ciclista                | Pos                   |
| 21                    | Rasa Leleivytė (LTU)    | 49.                   |
| 22                    | Letizia Borghesi (ITA)  | 76.                   |
| 23                    | Carmela Cipriani (ITA)  | DNF-9                 |
| 24                    | Sofia Collinelli (ITA)  | HD-2                  |
| 25                    | Giulia Marchesini (ITA) | 81.                   |
| 26                    | Gemma Sernissi (ITA)    | HD-2                  |

| Astana Women's Team ASA | Astana Women's Team ASA              | Astana Women's Team ASA |
| ----------------------- | ------------------------------------ | ----------------------- |
| Num                     | Ciclista                             | Pos                     |
| 31                      | Arlenis Sierra (CUB) (estrada e CRI) | 42.                     |
| 32                      | Olivija Baleišytė (LTU)              | HD-2                    |
| 33                      | Liliana Moreno (COL)                 | DNF-4                   |
| 34                      | Francesca Pattaro (ITA)              | HD-2                    |
| 35                      | Katia Ragusa (ITA)                   | 15.                     |
| 36                      | Olga Shekel (UKR) (CRI)              | 84.                     |

| Bepink BPK | Bepink BPK             | Bepink BPK |
| ---------- | ---------------------- | ---------- |
| Num        | Ciclista               | Pos        |
| 41         | Vania Canvelli (ITA)   | DNF-5      |
| 42         | Silvia Valsecchi (ITA) | 63.        |
| 43         | Simona Frapporti (ITA) | 80.        |
| 44         | Markéta Hájková (CZE)  | 62.        |
| 45         | Silvia Zanardi (ITA)   | 53.        |
| 46         | Giorgia Catarzi (ITA)  | DNF-6      |

| Bizkaia-Durango BDP | Bizkaia-Durango BDP         | Bizkaia-Durango BDP |
| ------------------- | --------------------------- | ------------------- |
| Num                 | Ciclista                    | Pos                 |
| 51                  | Alice Maria Arzuffi (ITA)   | 52.                 |
| 52                  | Carla Oberholzer (RSA)      | DNF-3               |
| 53                  | Lucía González Blanco (ESP) | 82.                 |
| 54                  | Elizabeth Holden (GBR)      | DNF-9               |
| 55                  | Nadine Gill (GER)           | 33.                 |
| 56                  | Ariana Gilabert (ESP)       | HD-6                |

| Boels Dolmans DLT | Boels Dolmans DLT                    | Boels Dolmans DLT |
| ----------------- | ------------------------------------ | ----------------- |
| Num               | Ciclista                             | Pos               |
| 61                | Anna van der Breggen (NED) (estrada) | 1.                |
| 62                | Chantal van den Broek-Blaak (NED)    | 18.               |
| 63                | Eva Buurman (NED)                    | DNF-9             |
| 64                | Karol-Ann Canuel (CAN) (estrada)     | 39.               |
| 65                | Amy Pieters (NED)                    | 32.               |
| 66                | Jolien D'Hoore (BEL)                 | DNF-9             |

| Canyon-SRAM Racing CSR | Canyon-SRAM Racing CSR       | Canyon-SRAM Racing CSR |
| ---------------------- | ---------------------------- | ---------------------- |
| Num                    | Ciclista                     | Pos                    |
| 71                     | Alena Amialiusik (BLR)       | 36.                    |
| 72                     | Hannah Barnes (GBR)          | 40.                    |
| 73                     | Elena Cecchini (ITA)         | 44.                    |
| 74                     | Lisa Klein (GER) (CRI)       | 74.                    |
| 75                     | Katarzyna Niewiadoma (POL)   | 2.                     |
| 76                     | Omer Shapira (ISR) (estrada) | 29.                    |

| CCC-Liv CCC | CCC-Liv CCC                            | CCC-Liv CCC |
| ----------- | -------------------------------------- | ----------- |
| Num         | Ciclista                               | Pos         |
| 81          | Ashleigh Moolman Pasio (RSA) (estrada) | 6.          |
| 82          | Sabrina Stultiens (NED)                | 57.         |
| 83          | Marianne Vos (NED)                     | 11.         |
| 84          | Sofia Bertizzolo (ITA)                 | 38.         |
| 85          | Soraya Paladin (ITA)                   | 17.         |
| 86          | Pauliena Rooijakkers (NED)             | 51.         |

| Ceratizit-WNT Pro Cycling WNT | Ceratizit-WNT Pro Cycling WNT   | Ceratizit-WNT Pro Cycling WNT |
| ----------------------------- | ------------------------------- | ----------------------------- |
| Num                           | Ciclista                        | Pos                           |
| 91                            | Erica Magnaldi (ITA)            | 19.                           |
| 92                            | Lara Vieceli (ITA)              | HD-6                          |
| 93                            | Ane Santesteban (ESP)           | 7.                            |
| 94                            | Kirsten Wild (NED)              | 83.                           |
| 95                            | Maria Giulia Confalonieri (ITA) | 56.                           |
| 96                            | Lisa Brennauer (GER) (estrada)  | 45.                           |

| Cogeas-Mettler-Look Pro Cycling Team CGS | Cogeas-Mettler-Look Pro Cycling Team CGS | Cogeas-Mettler-Look Pro Cycling Team CGS |
| ---------------------------------------- | ---------------------------------------- | ---------------------------------------- |
| Num                                      | Ciclista                                 | Pos                                      |
| 101                                      | Olga Zabelinskaya (UZB) (estrada e CRI)  | DNF-8                                    |
| 103                                      | Maria Novolodskaya (RUS)                 | 20.                                      |
| 104                                      | Mia Radotić (CRO) (CRI)                  | HD-2                                     |
| 105                                      | Diana Klimova (RUS) (estrada)            | DNF-9                                    |
| 106                                      | Aigul Gareyeva (RUS)                     | 50.                                      |

| Cronos-Casa Dorada CDO | Cronos-Casa Dorada CDO    | Cronos-Casa Dorada CDO |
| ---------------------- | ------------------------- | ---------------------- |
| Num                    | Ciclista                  | Pos                    |
| 111                    | Małgorzata Jasińska (POL) | NP-8                   |
| 112                    | Asja Paladin (ITA)        | DNF-3                  |
| 113                    | Rachel Neylan (AUS)       | 69.                    |
| 114                    | Sandra Alonso (ESP)       | DNF-9                  |
| 115                    | Nadia Quagliotto (ITA)    | 72.                    |
| 116                    | Ainara Elbusto (ESP)      | DNF-9                  |

| Paule Ka EPK | Paule Ka EPK                         | Paule Ka EPK |
| ------------ | ------------------------------------ | ------------ |
| Num          | Ciclista                             | Pos          |
| 121          | Niamh Fisher-Black (NZL) (estrada)   | 21.          |
| 122          | Emma Norsgaard (DEN) (estrada)       | DNF-8        |
| 123          | Elise Chabbey (SUI)                  | 24.          |
| 124          | Elizabeth Banks (GBR)                | 12.          |
| 125          | Marlen Reusser (SUI) (estrada e CRI) | DNF-8        |
| 126          | Mikayla Harvey (NZL)                 | 5.           |

| Eurotarget-Bianchi-Vittoria SBT | Eurotarget-Bianchi-Vittoria SBT | Eurotarget-Bianchi-Vittoria SBT |
| ------------------------------- | ------------------------------- | ------------------------------- |
| Num                             | Ciclista                        | Pos                             |
| 131                             | Elena Franchi (ITA)             | 28.                             |
| 132                             | Alice Gasparini (ITA)           | HD-2                            |
| 133                             | Beatrice Rossato (ITA)          | 70.                             |
| 134                             | Arianna Sessi (ITA)             | 85.                             |
| 135                             | Martina Fidanza (ITA)           | HD-2                            |
| 136                             | Francesca Pisciali (ITA)        | DNF-4                           |

| FDJ-Nouvelle Aquitaine-Futuroscope FDJ | FDJ-Nouvelle Aquitaine-Futuroscope FDJ | FDJ-Nouvelle Aquitaine-Futuroscope FDJ |
| -------------------------------------- | -------------------------------------- | -------------------------------------- |
| Num                                    | Ciclista                               | Pos                                    |
| 141                                    | Cecilie Uttrup Ludwig (DEN)            | 4.                                     |
| 142                                    | Stine Borgli (NOR)                     | 34.                                    |
| 143                                    | Brodie Chapman (AUS)                   | 59.                                    |
| 144                                    | Emilia Fahlin (SWE)                    | NP-5                                   |
| 145                                    | Eugénie Duval (FRA)                    | 71.                                    |
| 146                                    | Évita Muzic (FRA)                      | 10.                                    |

| Lotto Soudal Ladies LSL | Lotto Soudal Ladies LSL   | Lotto Soudal Ladies LSL |
| ----------------------- | ------------------------- | ----------------------- |
| Num                     | Ciclista                  | Pos                     |
| 151                     | Julie Van de Velde (BEL)  | DNF-5                   |
| 152                     | Teuntje Beekhuis (NED)    | 65.                     |
| 153                     | Arianna Fidanza (ITA)     | DNF-3                   |
| 154                     | Abby-Mae Parkinson (GBR)  | 73.                     |
| 155                     | Lotte Kopecky (BEL) (CRI) | DNF-8                   |
| 156                     | Lone Meertens (BEL)       | DNF-7                   |

| Lviv Cycling Team LCW | Lviv Cycling Team LCW    | Lviv Cycling Team LCW |
| --------------------- | ------------------------ | --------------------- |
| Num                   | Ciclista                 | Pos                   |
| 161                   | Julia Biryukova (UKR)    | DNF-6                 |
| 162                   | Olena Sharha (UKR)       | DNF-9                 |
| 163                   | Yevheniya Vysotska (UKR) | NP-8                  |
| 164                   | Naomi de Roeck (BEL)     | DNF-2                 |
| 165                   | Fiona Turnbull (GBR)     | DNF-2                 |
| 166                   | Špela Kern (SLO)         | DNF-9                 |

| Movistar Team MOV | Movistar Team MOV                 | Movistar Team MOV |
| ----------------- | --------------------------------- | ----------------- |
| Num               | Ciclista                          | Pos               |
| 171               | Katrine Aalerud (NOR) (CRI)       | 16.               |
| 172               | Aude Biannic (FRA)                | 66.               |
| 173               | Jelena Erić (SRB) (estrada e CRI) | 54.               |
| 174               | Barbara Guarischi (ITA)           | DNF-7             |
| 175               | Paula Patiño (COL)                | 8.                |
| 176               | Gloria Rodríguez Sánchez (ESP)    | 79.               |

| Servetto-Piumate-Beltrami TSA SER | Servetto-Piumate-Beltrami TSA SER | Servetto-Piumate-Beltrami TSA SER |
| --------------------------------- | --------------------------------- | --------------------------------- |
| Num                               | Ciclista                          | Pos                               |
| 181                               | Anna Potokina (RUS)               | DNF-8                             |
| 182                               | Kseniya Dobrynina (RUS)           | HD-2                              |
| 183                               | Francesca Baroni (ITA)            | 77.                               |
| 184                               | Sara Casasola (ITA)               | 37.                               |
| 185                               | Nicole Fede (ITA)                 | HD-2                              |
| 186                               | Elis Simeoni (ITA)                | HD-2                              |

| Sunweb SUN | Sunweb SUN                  | Sunweb SUN |
| ---------- | --------------------------- | ---------- |
| Num        | Ciclista                    | Pos        |
| 191        | Leah Kirchmann (CAN) (CRI)  | 61.        |
| 192        | Alison Jackson (CAN)        | 64.        |
| 193        | Juliette Labous (FRA) (CRI) | 23.        |
| 194        | Liane Lippert (GER)         | 13.        |
| 195        | Floortje Mackaij (NED)      | 25.        |
| 196        | Coryn Rivera (USA)          | 46.        |

| Top Girls Fassa Bortolo TOP | Top Girls Fassa Bortolo TOP | Top Girls Fassa Bortolo TOP |
| --------------------------- | --------------------------- | --------------------------- |
| Num                         | Ciclista                    | Pos                         |
| 201                         | Michela Balducci (ITA)      | DNF-4                       |
| 202                         | Giorgia Bariani (ITA)       | 68.                         |
| 203                         | Elisa Dalla Valle (ITA)     | DNF-3                       |
| 204                         | Greta Marturano (ITA)       | 60.                         |
| 205                         | Debora Silvestri (ITA)      | 26.                         |
| 206                         | Laura Tomasi (ITA)          | 67.                         |

| Trek-Segafredo TFS | Trek-Segafredo TFS                  | Trek-Segafredo TFS |
| ------------------ | ----------------------------------- | ------------------ |
| Num                | Ciclista                            | Pos                |
| 211                | Audrey Cordon-Ragot (FRA) (estrada) | HD-6               |
| 212                | Lizzie Deignan (GBR)                | 30.                |
| 213                | Elisa Longo Borghini (ITA) (CRI)    | 3.                 |
| 214                | Ellen van Dijk (NED)                | 27.                |
| 215                | Tayler Wiles (USA)                  | 58.                |
| 216                | Ruth Winder (USA) (estrada)         | 41.                |

| Valcar-Travel & Service VAL | Valcar-Travel & Service VAL | Valcar-Travel & Service VAL |
| --------------------------- | --------------------------- | --------------------------- |
| Num                         | Ciclista                    | Pos                         |
| 221                         | Marta Cavalli (ITA)         | 14.                         |
| 222                         | Teniel Campbell (TTO)       | HD-6                        |
| 223                         | Vittoria Guazzini (ITA)     | DNF-6                       |
| 224                         | Ilaria Sanguineti (ITA)     | 43.                         |
| 225                         | Elena Pirrone (ITA)         | DNF-6                       |
| 226                         | Barbara Malcotti (ITA)      | 48.                         |

Convenções:
- AB-N: Abandono na etapa "N"
- FLT-N: Retiro por chegada fora do limite de tempo na etapa "N"
- NTS-N: Não tomou a saída para a etapa "N"
- DES-N: Desclassificado ou expulsado na etapa "N"

## UCI WorldTour Feminino
O Giro de Itália Feminino outorgou pontos para o UCI World Ranking Feminino e o UCI WorldTour Ranking Feminino para corredoras das equipas nas categorias UCI Team Feminino. As seguintes tabelas mostram o barómetro de pontuação e as 10 corredoras que obtiveram mais pontos:
| Posição             | 1.ª | 2.ª | 3.ª | 4.ª | 5.ª | 6.ª | 7.ª | 8.ª | 9.ª | 10.ª | 11.ª | 12.ª | 13.ª | 14.ª | 15.ª | 16.ª-20.ª | 21.ª-30.ª | 31.ª-40.ª |
| Classificação geral | 400 | 320 | 260 | 220 | 180 | 140 | 120 | 100 | 80  | 68   | 56   | 48   | 40   | 32   | 28   | 24        | 16        | 8         |
| Por etapa           | 50  | 40  | 30  | 25  | 20  | 18  | 15  | 10  | 8   | 6    |      |      |      |      |      |           |           |           |
| Líder               | 8   |     |     |     |     |     |     |     |     |      |      |      |      |      |      |           |           |           |
| Melhor jovem        | 6   | 4   | 2   |     |     |     |     |     |     |      |      |      |      |      |      |           |           |           |

| Classificação |                       |                                    |       |        |       |       |        |
| Posição       | Ciclista              | Equipa                             | Geral | Etapa  | Líder | Jovem | Total  |
| ------------- | --------------------- | ---------------------------------- | ----- | ------ | ----- | ----- | ------ |
| 1.ª           | Anna van der Breggen  | Boels-Dolmans                      | 400   | 121,67 | 8     | -     | 529,67 |
| 2.ª           | Katarzyna Niewiadoma  | Canyon SRAM Racing                 | 320   | 115    | -     | -     | 435    |
| 3.ª           | Elisa Longo Borghini  | Trek-Segafredo                     | 260   | 113,33 | 8     | -     | 381,33 |
| 4.ª           | Cecilie Uttrup Ludwig | FDJ Nouvelle Aquitaine Futuroscope | 220   | 100    | -     | -     | 320    |
| 5.ª           | Mikayla Harvey        | Paule Ka                           | 180   | 49,17  | -     | 6     | 229,17 |
| 6.ª           | Marianne Vos          | CCC-Liv                            | 56    | 158,5  | -     | -     | 214,5  |
| 7.ª           | Ashleigh Moolman      | CCC-Liv                            | 140   | 48,5   | -     | -     | 188,5  |
| 8.ª           | Annemiek van Vleuten  | Mitchelton Scott                   | -     | 105    | 48    | -     | 153    |
| 9.ª           | Lotte Kopecky         | Lotto Soudal                       | -     | 138    | -     | -     | 138    |
| 10.ª          | Ane Santesteban       | Ceratizit-WNT                      | 120   | 16,67  | -     | -     | 136,67 |

1. ↑  Não inclui os pontos da classificação das jovens já que estes sozinho contabilizam para o ranking sub-23.